# Plutarco Elías Calles
Plutarco Elías Calles, geboren Francisco Plutarco Elías Campuzano, (Guaymas, 22 september 1877 - Mexico-Stad, 20 oktober 1945) was een Mexicaans politicus en militair. Hij was president van Mexico van 1924 tot 1928, en ook in de acht jaren daarna was hij de feitelijke machthebber in Mexico. Calles was een van de belangrijkste leiders in de reorganisatie van het land na de Mexicaanse Revolutie. Hij is vooral bekend om het conflict tussen de staat en de Katholieke Kerk tijdens zijn regering en de oprichting onder zijn hoede van de Nationale Revolutionaire Partij (PNR), die het land onder verschillende namen tot 2000 zou blijven besturen.

## Vroege jaren
Calles werd geboren in Guaymas maar bracht het grootste deel van zijn jeugd door in Hermosillo. Zijn ouders waren niet getrouwd. Zijn vader was alcoholicus en zijn moeder overleed toen hij nog jong was, waardoor hij werd geadopteerd door familie van zijn vader. Uit dank nam hij de achternaam (Calles) van zijn stiefvader aan. In 1899 huwde hij voor de wet Natalia Chacón; het echtpaar weigerde een kerkelijk huwelijk. In zijn jonge jaren was hij eerst een tijdje onderwijzer, maar hij nam ontslag naar eigen zeggen omdat hij dat beroep 'te conformistisch' vond. Wel was zijn periode als onderwijzer van belang omdat hij zo in contact kwam met de destijds populaire positivistische filosofie, waartoe hij zich vooral aangetrokken voelde wegens het antireligieuze karakter. Vervolgens probeerde hij een tijdje tevergeefs als landbouwer te werken. In 1909 keerde hij terug naar Guaymas waar hij korte tijd als journalist werkte.
Calles raakte betrokken in kringen rond Francisco I. Madero in het verzet tegen de dictator Porfirio Díaz, dat later uitgroeide tot de Mexicaanse Revolutie. Nadat Madero president was geworden werd Calles burgemeester van Agua Prieta. Nadat Madero werd omvergeworpen en vermoord door Victoriano Huerta werd Calles leider van het verzet in het noordoosten van zijn thuisstaat Sonora. Hoewel hij niet zo'n goed militair commandant was, bleek hij wel een behendig politicus en wist hij toch op te klimmen tot militair bevelhebber van Sonora.
In 1915 werd hij gouverneur van Sonora. Zijn bestuur kenmerkte zich door het doorvoeren van de hervormingen uit de Mexicaanse grondwet van 1917. Hij voerde een minimumloon in, moderniseerde het onderwijs en liet katholieke priesters verjagen. Ook stelde hij zware straffen op het produceren, verhandelen of consumeren van alcoholische drank. Hij wist zijn voormalige medestander José María Maytorena, die in de revolutie de zijde van Pancho Villa had gekozen, uit Sonora te verdrijven, waardoor Sonora in handen van het Constitutionalistisch Leger van Venustiano Carranza kwam. Calles liet de Yaqui en Mayo bestrijden, omdat hij vond dat deze volkeren de beschaving in de weg stonden.
In 1919 benoemde president Carranza hem tot minister van industrie, handel en arbeid, nadat hij eerder een paar kabinetsposten had geweigerd. Carranza hoopte hiermee een medestander gewonnen te hebben, maar in werkelijkheid sloot Calles zich aan bij het verzet tegen Carranza. In 1920 steunde Calles het plan van Agua Prieta waarbij Carranza uit het zadel werd gestoten. Die nieuwe president Adolfo de la Huerta benoemde Calles tot minister van oorlog. Nadat Álvaro Obregón een paar maanden later tot president werd gekozen benoemde deze Calles tot minister van binnenlandse zaken. In deze periode als minister bouwde Calles een netwerk op van getrouwen, bestaande uit onder andere Saturnino Cedillo, Felipe Carrillo Puerto, Luis N. Morones, Aarón Sáenz en Tomás Garrido Canabal. Calles maakte verschillende reizen naar Europa, waar hij zich verdiepte in de sociaaldemocratie, het vakbondswezen en de industriële ontwikkeling. Ook stuurde hij $250.000 dollar als steun voor stakende Engelse mijnbouwers.

## Verkiezing
In 1923 maakte Obregón zijn keuze Calles als opvolger kenbaar. De la Huerta was het hier echter niet mee eens aangezien hij eigen presidentsambities had, en kwam in opstand. De Mexicaanse regering slaagde er echter in om met steun van de Verenigde Staten de De la Huertaopstand neer te slaan. Calles zelf voerde het bevel over de regeringstroepen in het noorden.
Calles wist de kandidatuur te krijgen van de Mexicaanse Arbeiderspartij (PLM) en de Nationale Agraristische Partij (PNA). Bij de presidentsverkiezingen behaalde hij 84,14% van de stemmen tegen 15,85% voor de gematigde kandidaat Ángel Flores van de Nationale Landbouwerssyndicaat (SNA) en de Liberaal Constitutionalistische Partij (PLC) en 0,01% voor de excentrieke Nicolás Zúñiga y Miranda. Op 1 december werd hij ingehuldigd als president.

## Presidentiële termijn
Calles' regering steunde op de vakbonden van arbeiders en boeren. De Arbeiderspartij waarvoor hij gekozen was was in feite de politieke tak van de Regionale Confederatie van Mexicaanse Arbeiders (CROM), de grootste vakbond van het land die geleid werd door Luis Morones. Calles benadrukte de ejido als vehikel voor ontwikkeling van de landbouw. Desalniettemin voerde hij geen grootschalige landhervormingen door, maar steunde hij kleine boeren die wel land bezaten met de ontwikkeling van hun land. Calles liet verschillende agrarische banken oprichten, en stichtte ook de Banco de México, Mexico's nationale bank. Calles' minister van financiën Alberto J. Pani gaf het financiële beleid van Calles' presidentschap vorm, en wist onder andere een kwijtschelding van een deel van de staatsschuld voor te regelen. Desalniettemin trad hij in 1927 af na een conflict met Morones.

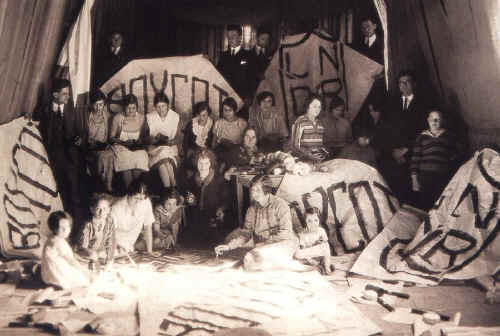
Kerkboycott
(1926), Museo Nacional Cristero

Onder Calles' regering escaleerde het conflict met de Katholieke Kerk. Hij deed dit op grond van artikel 130 van de Mexicaanse grondwet. Dit artikel ontkende het bestaan van georganiseerde religie. Voorgaande presidenten hadden dit artikel genegeerd of slechts ten dele uitgevoerd, maar Calles maakte serieus zaak van het grondwetsartikel. In de eerste jaren van zijn bewind vonden al verschillende opstootjes en incidenten plaats, waaronder een mislukte aanslag op zijn leven door een katholieke activiste. In mei 1926 tekende hij de 'Wet ter Hervorming van het Strafrecht', beter bekend als de Wet-Calles, waarbij hij zich richtte op het tot de letter uitvoeren van de antiklerikale artikelen uit de Mexicaanse grondwet. Uit protest besloot de Katholieke Kerk kerkdiensten op te schorten, waarna het conflict escaleerde. Veel kerken werden gesloten, priesters gedwongen zich te registreren en het stemrecht ontnomen, er mochten geen processies of andere religieuze plechtigheden in het openbaar plaatsvinden en buitenlandse priesters werden het land uitgezet. Ook de mennonieten, een pacifistisch-christelijke groepering van Europese afkomst, die normaal beschermd werd door de overheid, stond bloot aan dievenbenden. Calles liet de Mexicaanse Katholieke Apostolische Kerk van José Joaquín Pérez Budar steunen en een patriarch van Mexico-Stad aanwijzen, als 'officieel' alternatief voor de Katholieke Kerk. De Kerk reageerde hierop door lidmaatschap van de CROM een doodzonde te verklaren en beschouwde Calles als de antichrist. Radicale katholieken reageerden met terrorisme. Zij noemden zichzelf de cristero's en verklaarden de oorlog aan de Mexicaanse overheid onder de leus ¡Viva Cristo Rey! (Leve Christus de koning!). De cristero-oorlog was ongekend bitter en ging gepaard met grote wreedheden van beide zijden. Voor elke leraar die door de cristero's werd vermoord werd door de overheid een priester vermoord. Cristero's bliezen treinen op en kerken werden geplunderd. Vooral in de centraal-westelijke staten Jalisco, Michoacán, Guanajuato en Colima werd hevig gevochten. De priester Miguel Agustín Pro Juárez die in 1927 ter dood werd veroordeeld na een mislukte aanslag op Obregón werd een symbool voor de cristero's.
Conservatieve Mexicanen en de regering van de Verenigde Staten beschouwden Calles als een communist en Amerikaanse commentatoren noemden Mexico onder zijn bestuur wel 'Sovjet-Mexico'. Dit werd versterkt door het feit dat Calles de Sovjet-Unie een ambassade liet openen, waarbij Sovjet-ambassadeur Aleksandra Kollontai opmerkte dat 'geen twee landen meer gelijkenissen vertonen dan Mexico en de Sovjet-Unie'. Desalniettemin zag Calles zichzelf niet als communist en had hij niets op met het communisme. Voor hem was een revolutie meer een praktische zaak, een manier van politiek bedrijven, dan iets ideologisch. Door Calles' militaire en politieke steun aan de liberalen bij de burgeroorlog in Nicaragua (waar de Amerikanen de conservatieven steunden) en zijn dreigement de olie-industrie te nationaliseren raakten de Verenigde Staten en Mexico bijna met elkaar in oorlog. Dit kon echter worden afgewend nadat Calles besloot de olie-industrie nog niet te nationaliseren en de twee landen een verdrag tekenden waarin werd vastgesteld dat elk land het recht had de strijdende partij in Nicaragua te steunen die dat land het meest democratisch achtte.
Volgens geruchten zou Calles een kind zijn geweest van Turken of Syriërs, wat hem de bijnaam 'de Turk' (el turco) opleverde. Calles deed geen pogingen deze geruchten te ontkrachten, omdat dat alleen maar de aandacht zou vestigen op het feit dat hij een onwettig kind was. Calles liet veranderingen in het burgerlijk wetboek aanbrengen waarbij het verschil tussen wettige en onwettige kinderen kwam te vervallen.

## Maximato
In 1928 eindigde zijn termijn en moest hij aftreden, omdat de Mexicaanse grondwet maar één ambtsperiode toestond. Wel had hij de grondwet hervormd, waardoor het voortaan toegestaan was meerdere termijnen te dienen zolang deze maar niet opeenvolgend waren. Hierdoor werd Álvaro Obregón weer als president gekozen. Deze werd echter voor zijn aantreden vermoord door een katholieke radicaal. Dit betekende het einde van het vredesproces met de cristero's, maar ook een grote politieke crisis. Sommigen vreesden dat Calles alle macht naar zich toe zou trekken an als dictator zou regeren. Voorlopig werd Emilio Portes Gil als president aangewezen, in afwachting op nieuwe verkiezingen.
In een beroemd geworden toespraak maakte Calles echter bekend dat er maar eens een einde moest komen aan het telkens maar weer terugkerende geweld. Mexico moest niet langer meer een land zijn van caudillo's, aldus Calles, maar een land van instituten en wetten. Hij stelde voor de 'revolutie voort te zetten in de Kamer van Afgevaardigden en de Senaat', waarin hij ook plaats zag voor de oppositie. Om zijn ideeën vorm te geven werd in 1929 de Nationaal Revolutionaire Partij (PNR), met zichzelf als voorzitter en jefe máximo van de partij; deze periode wordt dan ook wel het Maximato genoemd. Calles bleef de feitelijke machthebber en regeerde door middel van marionettenpresidenten. Pascual Ortiz Rubio was in 1929 presidentskandidaat voor de PNR en nam het op tegen de filosoof José Vasconcelos. De verkiezingen verliepen verre van eerlijk en Calles zorgde ervoor dat Ortiz Rubio na grootschalige fraude kon winnen. Op verschillende plaatsen in het land braken vechtpartijen uit tussen aanhangers van Vasconcelos en de PNR, die eindigden toen Vasconcelos het land ontvluchtte. Vanuit de Verenigde Staten bleef Vasconcelos voortdurend felle kritiek leveren op Calles.
In 1929 werd Calles opnieuw minister van oorlog. In hetzelfde jaar tekenden de cristero's vrede. In 1932 verwijderde Calles president Ortiz Rubio uit zijn ambt, vanwege zijn te onafhankelijke koers ten opzichte van de 'Opperste Leider', en verving hem door Abelardo Rodríguez. Vanaf het begin van de jaren dertig voerde Calles een rechtse, profascistische koers. Zo dwong hij de president om de Mexicaanse Communistische Partij (PCM) te verbieden en de fascistische goudhemden toe te laten. De goudhemden begonnen direct met de vervolging van de kleine Joodse bevolkingsgroep. Calles, eens de kandidaat van de arbeiders, werd door corruptie miljonair en zette de landhervormingen stil. Vakbonden werden verboden vanwege hun 'probolsjewistische houding' en de naar Mexico gevluchte Nicaraguaanse revolutionair Augusto César Sandino, de in Nicaragua een mede door de Mexicaanse Revolutie geïnspireerde strijd had gevoerd tegen de conservatieven en de Amerikaanse bezetter, werd het land uit gezet.
Calles eerste echtgenote was in 1927 overleden. Hij hertrouwde in 1930 Leonor Llorente. Zij overleed twee jaar later na een hersentumor.
In 1934 benoemde Calles Lázaro Cárdenas tot presidentskandidaat voor de PNR. Calles dacht Cárdenas wel in de hand te kunnen houden, maar deze had helemaal geen zin om naar Calles' pijpen te dansen. Calles was in het geheel niet te spreken over Cárdenas' steun voor stakingen en vakbonden. Een voor een verwijderde Cárdenas de callistas, de aanhangers van Calles, uit belangrijke posities. Toen in april een samenzwering werd ontdekt waarbij Calles de trein van Mexico-Stad naar Veracruz met dynamiet wilde opblazen, liet Cárdenas Calles en diens naaste medestander Morones arresteren. De soldaten die hem op 6 april 1936 gingen arresteren vonden Calles in zijn studeerkamer terwijl hij druk bezig was met het lezen van een Spaanse vertaling van Mein Kampf.

## Latere jaren
Calles verkoos de Verenigde Staten als verbanningsoord. Hij ging in San Diego wonen, waar hij contact opnam met het Mexicaanse zakenleven. Hij deelde de ideeën van Ku Klux Klan in haar anticommunisme, antiliberalisme en antidemocratie; maar hij verwierp het antisemitisme en de anti-Mexicaanse sentimenten die leefden onder de fascistische Amerikaanse kringen. Hij hekelde de steun van Cárdenas aan de Tweede Spaanse Republiek tijdens de Spaanse Burgeroorlog en verwelkomde de overwinning van de nationalisten in die oorlog. Calles verklaarde geen voorstander te zijn van het fascisme, maar zag het wel als een begrijpelijke reactie op de dreiging van het communisme.
In 1940 poogden enkele aanhangers van Calles generaal Joaquín Amaro, die minister van oorlog was geweest onder Calles, als kandidaat naar voren te schuiven. Amaro kreeg te steun van Calles maar hij bemoeide zich verder niet met de verkiezingscampagne. Nadat bleek dat hij nauwelijks aanhang had trok Amaro zich enkele maanden voor de verkiezingen terug uit de race.
In 1941 mocht Calles in het kader van een nationale verzoening van president Manuel Ávila Camacho (ironisch genoeg een vroom katholiek) naar Mexico terugkeren. Tijdens de Tweede Wereldoorlog steunde hij de oorlogsverklaring aan de asmogendheden. Op een banket van nationale verzoening waarbij alle nog levende ex-presidenten aanwezig was verscheen hij op het balkon naast Cárdenas. Ook kwam hij in zijn latere jaren terug op zijn antireligieuze en atheïstische opvattingen. Hij raakte geïnteresseerd in het spiritisme en verklaarde in de laatste maanden van zijn leven te geloven in een hogere macht. Hij overleed in 1945 aan inwendige bloedingen die waren ontstaan na een operatie aan de lever.

## Nalatenschap
Calles' invloed op de geschiedenis van het 20e-eeuwse Mexico is moeilijk te onderschatten. Zoals Calles had beloofd had hij het chaotische Mexico van het postrevolutionaire tijdperk weten om te vormen tot een 'natie van instituten en wetten'. Het systeem dat Calles had geschapen zou decennialang standhouden. De PNR die hij in 1929 had opgericht zou (in 1946 hernoemd tot Institutioneel Revolutionaire Partij of PRI) Mexico tot 2000 regeren. Vanwege de kerkvervolgingen, zijn autoritaire regeerstijl en zijn flirts met het fascisme wordt Calles door de meeste Mexicanen als dictator gezien. De Cristero-oorlog is in het hedendaagse Mexico nog steeds een felomstreden onderwerp waarbij de emoties hoog oplopen.
- Bibsys: 90860157
- Biblioteca Nacional de España: XX1184713
- Bibliothèque nationale de France: cb12163568k (data)
- Catàleg d'autoritats de noms i títols de Catalunya: 981060963256506706
- CiNii: DA11138688
- Gemeinsame Normdatei: 120186527
- International Standard Name Identifier: 0000 0000 8115 3922
- Library of Congress Control Number: n80123495
- National Archives and Records Administration: 10568023
- Nationale bibliotheek van Australië: 35157954
- Nationale Bibliotheek van Israël: 987007259317205171
- Nederlandse Thesaurus van Auteursnamen: 070371148
- Réseau des bibliothèques de Suisse occidentale: 02-A006399702
- SNAC: w6h70dwh
- Système universitaire de documentation: 03016348X
- Trove: 845765
- Virtual International Authority File: 36957040
- WorldCat: E39PBJyRBpxPt8vCwHDwHcV9jC